# Атменьское восстание
Атменьское восстание (чув. Этмен вăрçи) — крестьянское восстание начала XX века в Ядринском уезде Казанской губернии Российской империи (ныне территория Аликовского района Чувашии РФ).

## История
По инициативе Столыпина в ноябре 1906 года царское правительство издало указ по землепользованию. Каждый землепашец мог распоряжаться своей долей в общине: остаться на прежнем месте, выделиться в хутор, продать свой надел.
Весной 1913 года в Ядринском уезде в Шуматовской общине (42 селения) приняли решение «приватизировать» общинную землю. Большинство не согласились с разделом собственности, что и послужило началом Атменевского крестьянского восстания.